# Drino orbitalis
Drino orbitalis là một loài ruồi trong họ Tachinidae.